# Шерубайнура
Шерубайнура (устар. Шерубай-Нура; каз. Шерубайнұра) — река в Карагандинской области, Казахстан. Левый приток Нуры.
Высота устья — 454 м над уровнем моря.
Названа в честь казахского батыра Шерубай Биболдыұлы.
Длина реки составляет 281 км, площадь водосборного бассейна — 15400 км².
Берёт начало на северо-западном склоне гор Жаманкаражал. Имеет 56 притоков, из них крупнейшие: Жартас, Баспалдак, Талды, Топар. На реке находятся Шерубайнуринское (274 млн м³) и Жартасское (10,51 млн м³) водохранилища. Питание снеговое. Вода используется для орошения, водоснабжения, рыбоводства.

## Примечания

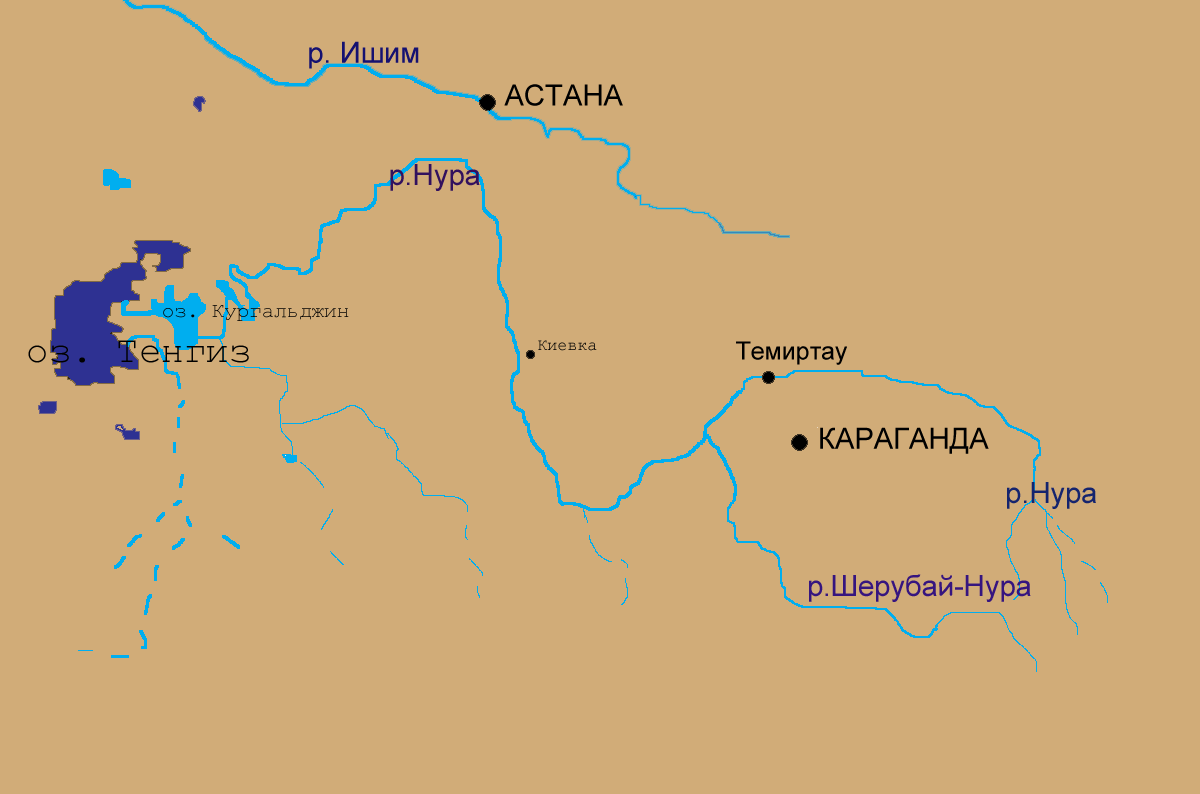
Схема бассейна Нуры